# Alfaro Vive ¡Carajo!
A Alfaro Vive, Carajo (AVC) (em português:  Alfaro Vive, Caralho!) foi uma organização de esquerda subversiva no Equador, classificada como terrorista pelo governo de León Febres Cordero. Existiu entre os anos 1983 e 1991. O grupo realizou diversas ações armadas ao longo de sua existência. Foi formado em algum ponto nos anos 1970, a princípio sem se militarizar.
A organização se declarava abertamente de esquerda, porém não marxista, e se identificava com a coalizão Izquierda Democratica (ID). Seu nome fazia referência ao ex-presidente e líder da Revolução Liberal Eloy Alfaro, e o grupo recebeu atenção nacional ao, em 1983, roubar de um museu espadas que Alfaro havia usado. Supunha-se que lideranças do grupo tinham ligações com Cuba, Líbia e Nicarágua, e a organização em si era ligada a outras guerrilhas latino-americanas; Em particular, o grupo constituía, juntamente com o M-19 e o Movimento Revolucionário Túpac Amaru, um grupo de operações conjuntas chamado “Batalhão América”.

## História

### Contexto Político
O AVC se formou durante um período de crise econômica no Equador na década de 80. Começando com o presidente Osvaldo Hurtado (1981-1984), medidas ditadas pelo FMI de orientação neoliberal foram aplicadas no país para mitigar as dificuldades. Ainda assim, a crise se exacerbou ao longo do governo Febres-Cordero, seu impacto sendo mais perceptível nos setores pobres urbanos, nos quais houve uma queda considerável na renda média.
Nesse contexto, a formação do AVC foi uma resposta violenta ao governo vigente, tido como um governo das classes empresariais, visto que toda a equipe econômica de Febres-Cordero representava este setor. Arturo Jarrín, líder da organização, declarou seus seus três objetivos como sendo a democracia autêntica, justiça social e uma economia nacional independente.

### Formação
O AVC foi formado principalmente por estudantes de classe média, com um enfoque de guerrilha urbana inspirado em outros grupos latino-americanos. Arturo Jarrín em particular era um estudante de sociologia na Universidade Central do Equador que veio a abandonar o curso em favor da participação em atividades de organização popular na cidade de Quito. Lá, ele se uniu à AVC e posteriormente se tornou seu líder. O grupo era financiado por assaltos a bancos, denominados "recuperações econômicas".

### Atuação
Além dos assaltos a bancos, o grupo tomou controle de emissoras de rádios em diversos momentos para transmitir seus manifestos ou demonstrar oposição ao que percebiam como ações imperialistas na America Latina. O grupo também realizava ataques contra a imprensa tradicional equatoriana.

Guerrilheiros do movimento Alfaro Vive Carajo posando próximos às espadas de Eloy Alfaro

#### Roubo das espadas de Eloy Alfaro
Ainda em 1983, o grupo realizou um assalto ao Museu Municipal de Guayaquil, em que foram roubadas espadas que haviam pertencido ao revolucionário Eloy Alfaro. As espadas só foram devolvidas em 2012, em um gesto simbólico de apoio ao governo de Rafael Correa por antigos membros da guerrilha.

### Repressão e dissolução
O grupo foi duramente reprimido pelo governo equatoriano, que  o classificava como terrorista. Para o combate às guerrilhas foi criado o SIC-10: um departamento do Serviço de Investigação Criminal focado em Contra-insurreição. O governo também contou com auxílio da International Security and Defence Systems (ISDS) e do Grupo Especial de Operaciones, elite do Corpo Nacional de Polícia da Espanha.
A repressão estatal frequentemente aplicava torturas e execuções extra-judiciais aos guerrilheiros capturados. De acordo com a Comissão da Verdade do Equador, sessenta e seis membros da AVC foram torturados, e dezesseis foram executados pelo governo equatoriano.
Durante o governo de Rodrigo Borja Cevallos, o grupo entregou suas armas em um processo de pacificação. Um partido político, o Movimiento Político Alfaro Vive Carajo, foi fundado em 2014 e reivindica a herança do grupo guerrilheiro original. Uma cisão do AVC durante no final dos anos 80 se tornou o Partido Comunista do Equador - Sol Vermelho

## Na cultura popular
O grupo é tema de um documentário chamado Alfaro Vive Carajo! Do Sonho ao Caos, de 2007
O grupo de rock post-hardcore At the Drive-In produziu uma EP chamada "¡Alfaro Vive, Carajo!"